# Matriu (tipografia)

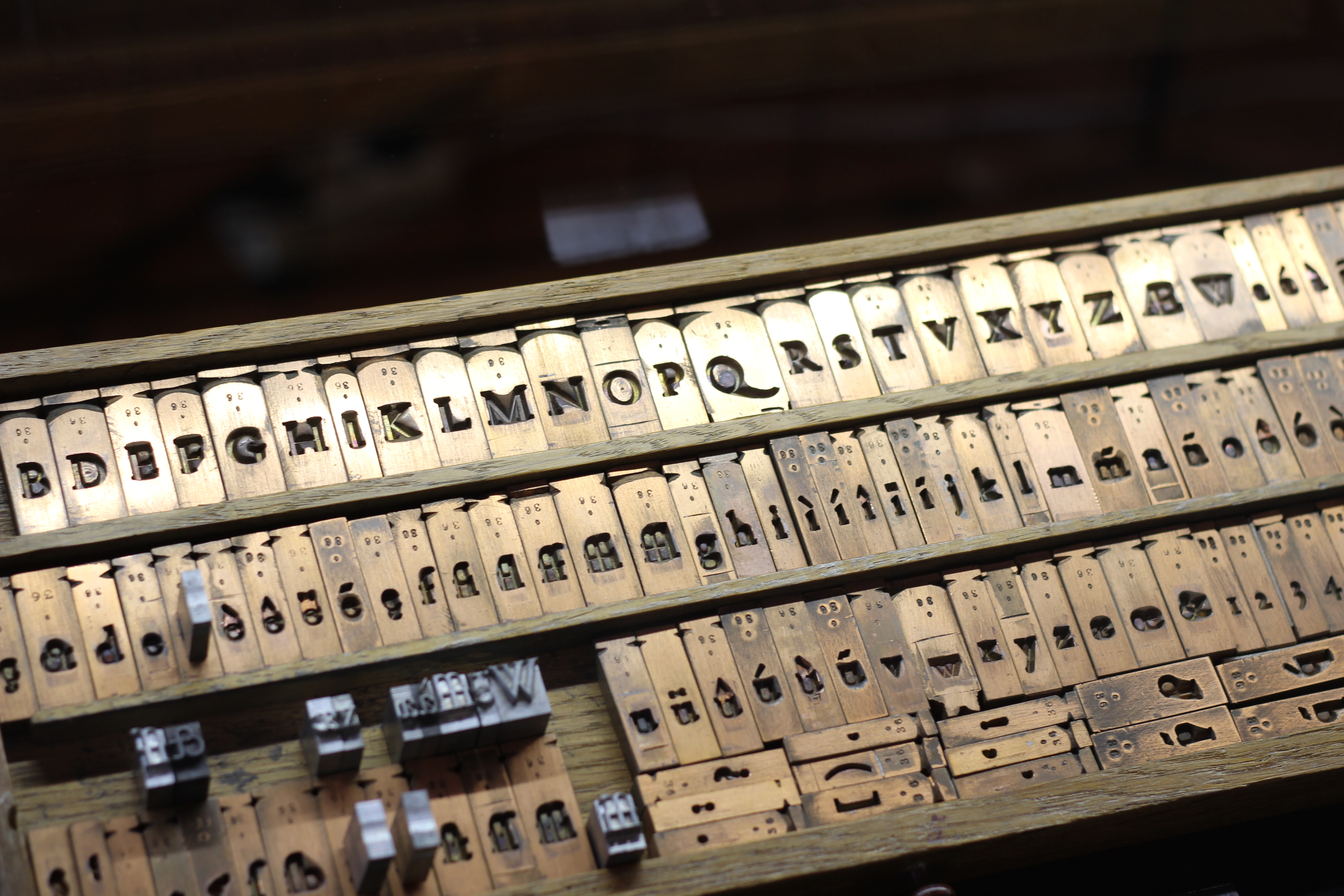
Matrius creades per Jean Jannon al voltant de 1640. La tipografia Garamond instal·lada amb la majoria de programari de Microsoft es basa en aquests dissenys.

En la fabricació de tipus de lletra metàl·lics utilitzats en la impressió tipogràfica, una matriu (del llatí que significa ventre o animal reproductor femella ) és el motlle que s'utilitza per fondre una lletra, conegut com a sort. Les matrius per a la impressió de tipus estaven fetes de coure.
Tanmateix, en el gravat, la matriu és allò que s'utilitza, amb tinta, per contenir la imatge que conforma la impressió, ja sigui una planxa en gravat o una xilografia en gravat en fusta.

## Descripció
En la tipografia o composició tipogràfica de "metall fred", utilitzada des dels inicis de la impressió fins a finals del segle XIX, la matriu d'una lletra s'insereix a la part inferior d'un motlle manual d'amplada ajustable, el motlle es bloqueja i s'aboca metall fos en una cavitat vertical de costats rectes per sobre de la matriu. Quan el metall s'ha refredat i solidificat, es desbloqueja el motlle i es retira el metall recentment fos. La matriu es pot reutilitzar per produir més còpies del mateix tipus. Aleshores, les varietats es podien netejar i enviar a la impremta. En un motlle manual de baixa pressió, les matrius són de llarga durada i, per tant, es poden utilitzar moltes vegades.

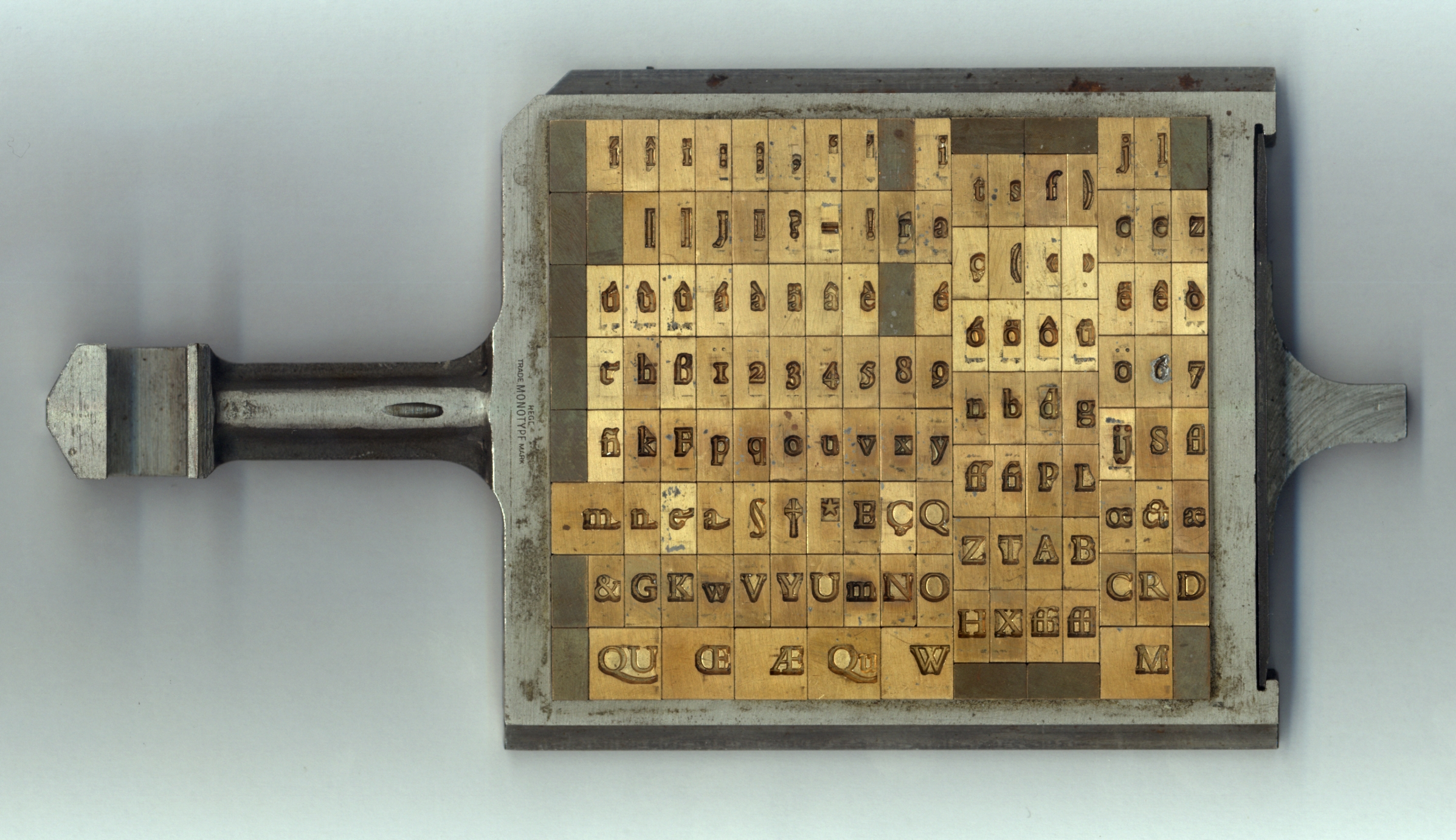
Una caixa de composició carregada amb matrius per a un tipus de lletra, utilitzada per fondre tipus de metall en una màquina de fosa de composició Monotype durant el període de composició tipogràfica de metall calent. Les matrius s'estampaven amb punxons mecanitzats amb pantògrafs a partir de grans dibuixos de treball i patrons intermedis de coure, i s'utilitzaven per fondre tipus de lletra sota el control d'un teclat. Això va donar resultats molt més nets que els punxons pre-pantògraf, que s'havien de tallar a mà a la mida de la lletra desitjada, i va permetre que els tipus de lletras es produïssin en més mides més ràpidament del que era possible abans. El tipus de lletra és Bembo.

En els sistemes de composició tipogràfica de metall calent dels darrers anys de la impressió amb tipus de metall, a partir de finals del segle XIX, es fonen nous tipus per a cada treball sota el control d'un teclat. La matriu o els materials per a un tipus de lletra complet es carreguen en una caixa de matrius i s'insereixen en una màquina de fosa, que produeix automàticament els tipus necessaris (o, en una màquina Linotype, un bloc sòlid per a cada línia) per a una composició de pàgina, sovint a partir d'un rodet de paper.

### Fabricació

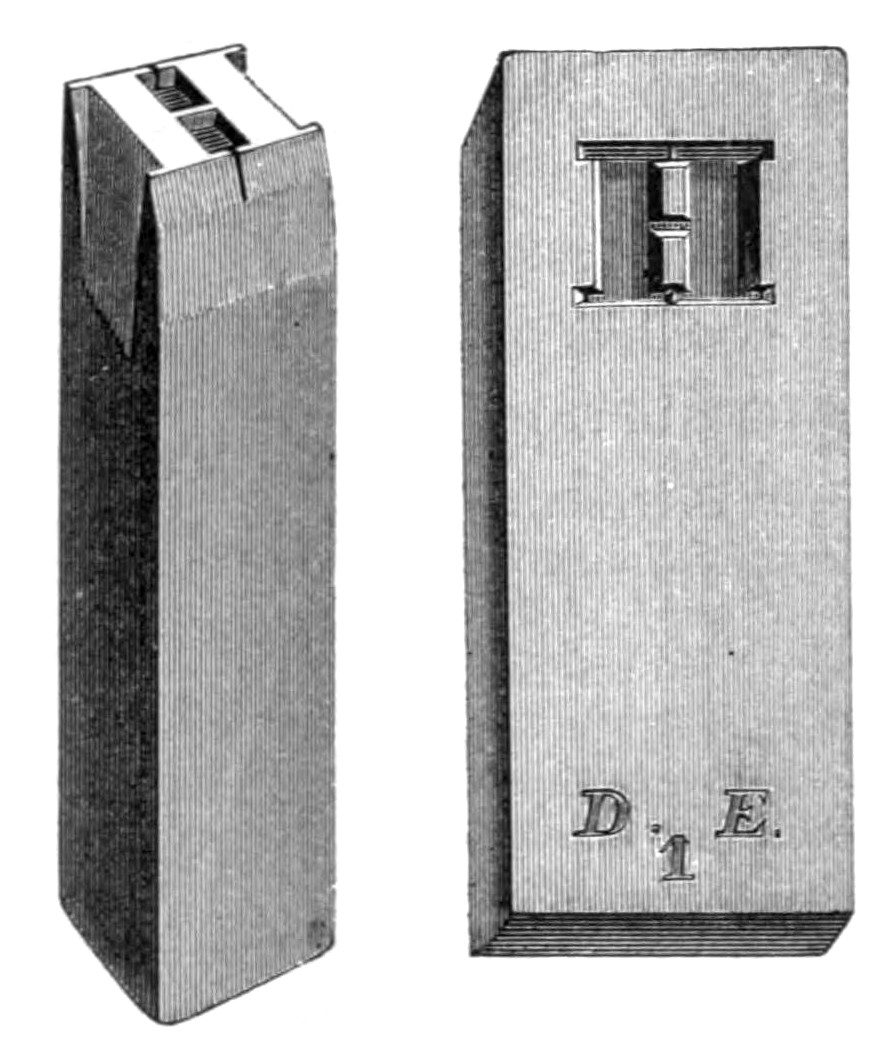
Un punxó (esquerra) i la matriu respectiva produïda a partir d'ell (dreta). Les lletres minúscules a la base de la matriu són les marques d'inventari dels fundadors.

El mètode estàndard per fer una matriu era introduir un punxó d'acer amb la forma del tipus que es volia convertir en coure tou. La matriu es podria netejar i retallar a l'amplada de la lletra que es vol fondre: això s'anomena "justificació" i estableix l'amplada de la lletra quan es fond. Una matriu que encara no ha estat justificada s'anomena "vaga". L'ajust de la matriu s'havia de fer amb molta cura per garantir un flux uniforme de lletres a la pàgina.
Les tipografies grans, o els dissenys amples com ara emblemes o medallons, mai es van produir fàcilment amb perforació, ja que era difícil impulsar perforadors grans de manera uniforme. Els primers mètodes alternatius utilitzats incloïen la impressió a partir de blocs de fusta, el "dabbing", on els blocs de fusta es perforaven en metall estovat per escalfament, o la fosa acurada de tipus o matrius en motlles fets de materials més tous que el coure, com ara sorra, argila o plom perforat. Una solució al problema a principis del segle XIX van ser les matrius "Sanspareil" rivetades de William Caslon IV, formades per retalls de làmines en capes. El problema es va resoldre finalment a mitjans del segle XIX mitjançant noves tecnologies, l'electrotipatge i el gravat pantògraf, aquest últim tant per a tipus de fusta com per a matrius.
A partir del segle XIX van arribar tecnologies addicionals per fabricar matrius. El primer va ser l'electrotipatge a partir de la dècada de 1840, que forma una matriu de coure al voltant d'una lletra patró mitjançant l'electrodeposició de coure.}} L'avantatge de l'electrotipatge era que la lletra del patró no havia de ser d'acer dur, de manera que es podia tallar en un aliatge de plom tou molt més ràpid que un punxó. Això va permetre una explosió en el nombre de tipografies de visualització disponibles. També permetia als impressors formar matrius per a tipus per als quals no tenien matrius, o duplicar matrius quan no tenien punxons, i per tant s'utilitzava menys honorablement per piratejar tipografies d'altres foneries. La tecnologia s'utilitzava més habitualment per a tipografies de visualització més grans i esotèriques, i es preferien les matrius perforades per als tipus de text del cos. Una tecnologia addicional de la dècada de 1880 va ser el gravat directe de punxons (o matrius, especialment amb tipus de lletra més grans) mitjançant una màquina de tall per pantògraf, controlada replicant els moviments de la mà a una mida més petita.

### Impressió a doble cara

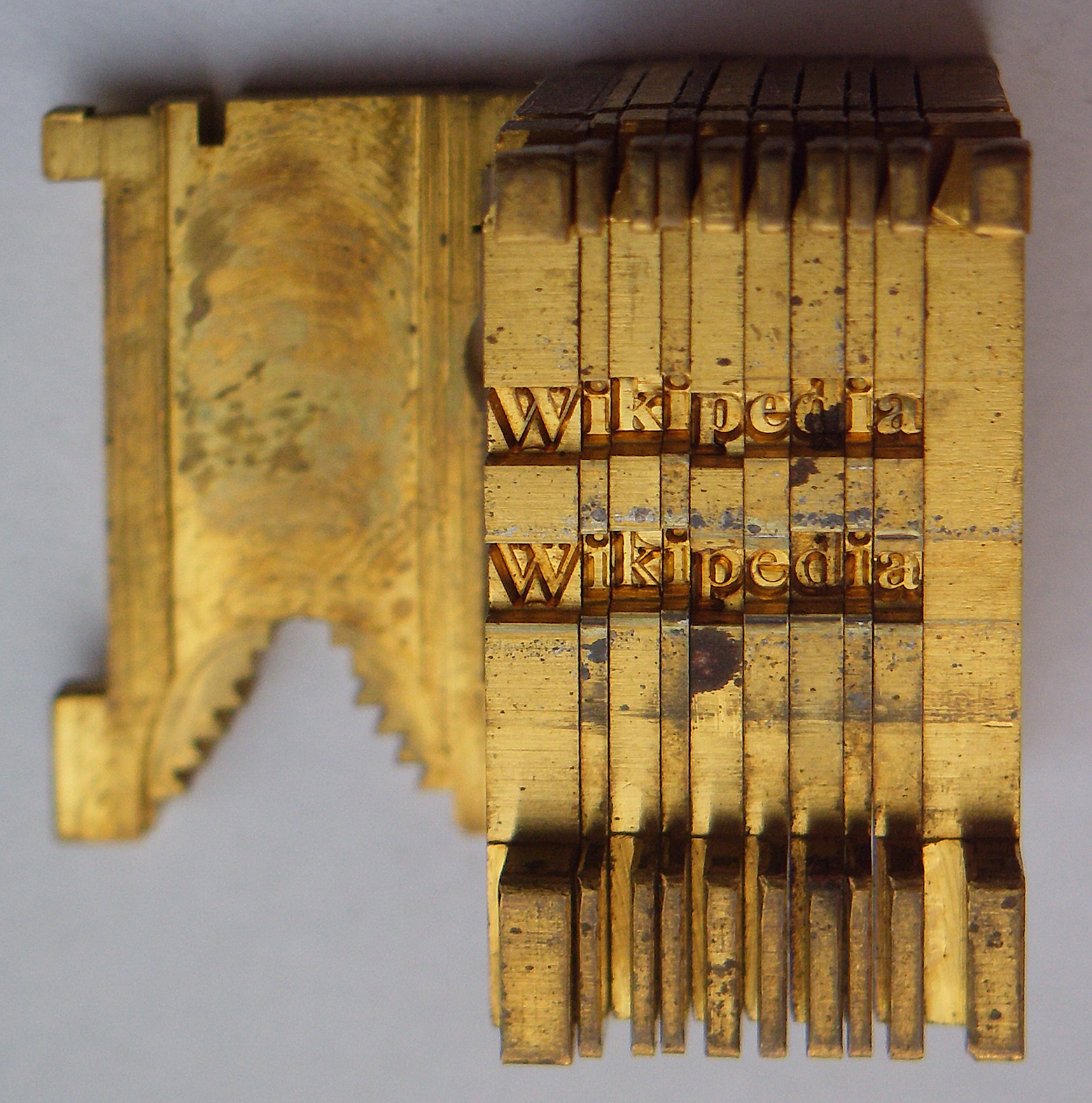
Matrius de linotip dúplex per a estils regulars i atrevits.

Una matriu dúplex amb dos llocs per a la fosa de lletres era habitual a les màquines Linotype. Canviant la posició de les matrius a la màquina era fàcil canviar entre la fosa de dos estils a la mateixa línia, els caràcters dels quals tindrien una amplada idèntica. Una combinació habitual era normal i cursiva per imprimir text del cos, o normal i negreta com amb Metro, però Linotype també oferia combinacions més inusuals, com ara una cara de text serif impresa a doble cara amb una sans-serif en negreta per emfatitzar-ho.